# 絶対評価
絶対評価（ぜったいひょうか）は、評価のうち、特定の基準に基づいて絶対的に評価する方法。

## 教育分野
教育分野における絶対評価とは、生徒の成績を評価するにあたり、他の生徒の成績を考慮に入れず、生徒本人の成績そのもので評価する評価方法である。絶対評価には、到達度評価と認定評価の2つがある。

### 到達度評価
到達度評価は（目標に準拠した評価ともいう）、予め設定した到達するべき目標に対して、どこまで到達できたかで評価する。日本の公立学校においては、2000年ごろからこの方法による観点別学習状況評価が一般的になった（正式実施は2002年度から）。
到達度評価をするにあたって設定した到達目標（＝観点・内容）を評価規準といい、到達目標に対してどの程度到達できたかを判断する指標（＝目安）を評価基準という。どちらも「ひょうかきじゅん」と読むが、意味は明確に異なるので注意が必要である。言葉を区別するために、規準を「のりじゅん」、基準を「もとじゅん」と読むことがある。
例えば「鉄棒の練習」を評価する場合、
- 逆上がりができるようになる

が評価規準、
- 補助板を使わずに逆上がりができた
- 補助板を使って逆上がりができた
- 補助板を使っても逆上がりができなかった

が評価基準である。
評価規準や評価基準を明確にすることで、評価方法が明確になり、また生徒に評価を返す際にも、生徒自身で自分がどこまで達成できているのかを確認することができるという利点がある。一方で、評価規準や評価基準の設定や判断は教師によるところが大きい。異なる2人の教師が同じ学習場面で同様の指導することを想定した場合、一方は全員が達成できることをねらった評価規準を設定し全員が達成できた、もう一方は7割程度の生徒が達成できるような評価規準を設定し、およそ半分の生徒が達成できなかった、というような状況は十分起こりうる。そのため教師には、評価規準・評価基準の設定方法や、評価の精度についての研修が求められている。
こうした複雑とも言える到達度評価についての詳細は、2006年の「誰も教えてくれない教育のホントがよくわかる本」ISBN 4286009548 で一般人向けにわかりやすい説明で取りあげられている。
また、評価規準や評価基準による評価が偏って分布することを避けようとする意図のもとに、評価規準や評価基準を設定するのでは、相対評価と何ら変わりはないと批判する者もいる。

### 認定評価
認定評価は、教師が公開していない基準、教師の頭の中にある満足のいく成果というものにあわせて評価される。評価方法として例えば、試験や平常時の課題、授業態度等を勘案し、特定の評定値が当該科目履修者全体の平均となるよう割り当てる方法などが用いられる。相対評価の側面を残しつつ個々の得点を評価するため、必ずしも最低値が1になるとは限らない。茶道、華道、書道など芸事に関係するものや理解の深さを判定するようなものの場合は、一般にこれが評価の姿勢にあるが、基準が生徒には分からないため、往々にして教師不信を生み出したり、逆に教師に盲従するといったケースも見られ、人間形成のための評価方法として、これのみで評価することに多くの問題点が指摘されている。